# Coniopteryx curvicaudata
Coniopteryx curvicaudata är en insektsart som beskrevs av György Sziráki 1997. Coniopteryx curvicaudata ingår i släktet Coniopteryx och familjen vaxsländor. Inga underarter finns listade i Catalogue of Life.